# FK Auda
Futbola Klubs Auda – łotewski klub piłkarski, mający siedzibę w miejscowości Ķekava, w środku kraju. Obecnie występuje w Virslīga.

## Historia
Chronologia nazw:
- 1969: 9. maijs Rigas rajons (ros. «9 Мая» Рижский район)
- 1991: FK "Auda"
- 1992: RFK
- 1994: RFK "Auda"
- 1995: FK "Auda"
- 2007: FK "Auda" - po fuzji z FK Alberts

Klub Piłkarski 9. maijs Rigas rajons został założony w 1969 w miejscowości Ryga. Klub reprezentował miejscowy kołchoz łowu ryb im. 9 maja w rejonie ryskim. Do 1980 roku zespół występował w rozgrywkach lokalnych. W 1980 debiutował w Klasie B Mistrzostw Łotewskiej SRR, gdzie zajął szóste miejsce. Również startował w Pucharze Łotewskiej SRR, gdzie dotarł do 1/32 finału. W 1986 klub awansował do Klasy A Mistrzostw Łotewskiej SRR, zajmując 13.miejsce, w następnym roku zajął 14.miejsce i spadł z najwyższej ligi. W 1990 kołchoz zmienił nazwę na FK Auda, w związku z czym również nastąpiła nazwa klubu. Klub zwyciężył w mistrzostwach Rygi i w 1991 powrócił do Klasy A. Po odzyskaniu niepodległości Łotwy w 1992 klub przyjął nazwę RFK znanego klubu z lat międzywojennych i startował w Latvijas futbola 1. līga. W sezonie 1994 zmienił nazwę na RFK Auda, ale po zajęciu 8.miejsca spadł do Latvijas futbola 2. līga. Od 1995 występował jako FK Auda. Po trzech sezonach wrócił w 1997 do Latvijas futbola 1. līga. W 2001 klub zwyciężył w pierwszej lidze i zdobył historyczny awans do Virslīga. Debiutowy sezon 2002 zakończył na 8.miejscu. Również dotarł do półfinału Pucharu Łotwy. W 2003 uzyskał 8.lokatę, a w 2004 po zajęciu 8.pozycji został oddelegowany do Latvijas futbola 1. līga. W 2005 został wybudowany nowy stadion w dużej wsi Ķekava, dokąd przeniósł się klub. W 2007 roku do klubu dołączył FK Alberts. Pierwsza drużyna z nazwą FK Auda występowała w 1. lidze, a druga drużyna zmieniła nazwę z FK Auda-2 na FK Auda/Alberts i grała w 2. lidze.

## Barwy klubowe i strój
| Zielony | Czarny |

Klub ma barwy zielono-czarne, które są kolorami herbu klubu. Piłkarze domowe spotkania zazwyczaj grają w pasiastych poziomo zielono-czarnych koszulkach, czarnych spodenkach oraz pasiastych poziomo zielono-czarnych getrach. Na wyjeździe korzystają z niebiesko-białego stroju.

## Sukcesy

### Trofea międzynarodowe
Nie uczestniczył w rozgrywkach europejskich (stan na 31-05-2018).

### Trofea krajowe
| \| \| Zdobyte trofea w rozgrywkach Łotwy (stan na: 16.11.2024) \| |                                                          |      |                  |
| Rozgrywki                                                         | Osiągnięcie                                              | Razy | Sezon(y)         |
| Mistrzostwo                                                       | I miejsce                                                | 0    |                  |
| Mistrzostwo                                                       | II miejsce                                               | 0    |                  |
| Mistrzostwo                                                       | III miejsce                                              | 2    | 2023, 2024       |
| · Puchar                                                          | zdobywca                                                 | 1    | 2022             |
| · Puchar                                                          | finalista                                                | 1    | 2024             |
| · Puchar                                                          | półfinalista                                             | 1    | 2002             |
| II liga                                                           | I miejsce                                                | 1    | 2001             |
| II liga                                                           | II miejsce                                               | 0    |                  |
| II liga                                                           | III miejsce                                              | 3    | 2000, 2007, 2016 |
| Łotwa                                                             | Zdobyte trofea w rozgrywkach Łotwy (stan na: 16.11.2024) |      |                  |

- Latvijas futbola 2. līga (III poziom):
  - wicemistrz (1): 1997

## Poszczególne sezony

### Związek Radziecki
Łotewska SRR

### Rozgrywki międzynarodowe

#### Europejskie puchary
Legenda do wszystkich tabel:
- Q – runda eliminacyjna, 1/16, 1/8, 1/4, 1/2 – odpowiednia faza rozgrywek, Grupa – runda grupowa, 1r gr – pierwsza runda grupowa, 2r gr – druga runda grupowa, F – finał, R – runda, PO – play-off
- k. – rzuty karne, los. – losowanie, Dogr. – dogrywka, w. – zasada bramek strzelonych na wyjeździe

| Sezon   | Rozgrywki               | Runda | Klub           | Dom | Wyjazd | Ogólnie     |
| ------- | ----------------------- | ----- | -------------- | --- | ------ | ----------- |
| 2023/24 | Liga Konferencji Europy | 2Q    | Spartak Trnawa | 1–1 | 1–4    | 2–5         |
| 2024/25 | Liga Konferencji        | 1Q    | B36 Tórshavn   | 2–0 | 1–0    | 3–0         |
| 2024/25 | Liga Konferencji        | 2Q    | Cliftonville   | 2–0 | 2–1    | 4–1         |
| 2024/25 | Liga Konferencji        | 3Q    | Drita Gnjilane | 1–0 | 1–3    | 2–3, Dogr.  |
| 2025/26 | Liga Konferencji        | 1Q    | Larne          | 2–2 | 0–0    | 2–2, k: 2–4 |

### Rozgrywki krajowe
| \| Łotwa \| Bilans występów klubu w rozgrywkach piłkarskich Łotwy (Stan na 24. października 2019) \| \| |                                                                                       |        |       |   |   |   |    |    |     |                               |        |        |       |
| Poziom                                                                                                  | Rozgrywki                                                                             | Sezony | Mecze | Z | R | P | B+ | B– | Pkt | Lata                          | Awanse | Spadki | Naj.  |
| I | Virslīga                                                                              | 3      |       |   |   |   |    |    |     | 2002–2004                     | 0      | 1      | 7     |
| II | 1. līga                                                                               | 22     |       |   |   |   |    |    |     | 1992–1994, 1998–2001, od 2005 | 1      | 1      | 1     |
| III | 2. līga                                                                               | 3      |       |   |   |   |    |    |     | 1995–1997                     | 1      | 0      | 2     |
| | Puchar                                                                                | 12     |       |   |   |   |    |    |     | od 1992                       | 0      | 0      | 1/2 f |
| Łotwa                                                                                                   | Bilans występów klubu w rozgrywkach piłkarskich Łotwy (Stan na 24. października 2019) |        |       |   |   |   |    |    |     |                               |        |        |       |

## Trenerzy
| Lp. | Imię i nazwisko       | Okres urzędowania | Okres urzędowania |
| --- | --------------------- | ----------------- | ----------------- |
| 1.  | Jānis Dreimanis       | 2002              | 2002              |
| 2.  | Aleksandrs Dorofeevs  | 2002              | 2004              |
| 3.  | Aleksandrs Jeļisejevs | 11.2011           | 05.2012           |
| 4.  | Jānis Dreimanis       | 2012              | 2012              |
| 5.  | Andrejs Kaļiņins      | 09.2012           | 08.2013           |
| 6.  | Jurģis Kalns          | 12.2014           | 08.2017           |
| 7.  | Eduards Štrubo        | 2018              | 2018              |
| 8.  | Andrejs Rubins        | 2019              | obecnie           |

## Struktura klubu

### Stadion
Klub rozgrywa swoje mecze domowe na stadionie Auda w Ķekava, który może pomieścić 520 widzów i został wybudowany w 2005 roku. Do 2000 występował na stadionie im. Alberts Šeibelis na północnym przedmieściu Rygi Vecmīlgrāvis (stadion wcześniej nazywał się 9. maijs, a potem Stadion Auda). Od 2000 do 2005 grał na stadionach Rygi - Daugava i Latvijas Universitātes.

### Inne sekcje
Klub prowadzi drużyny dla dzieci i młodzieży w każdym wieku.

## Kibice i rywalizacja z innymi klubami

### Rywalizacja
Największymi rywalami klubu są inne zespoły z okolic oraz stolicy.

### Derby
- JDFS Alberts